# Dinwiddie, Virginia
Dinwiddie är administrativ huvudort i Dinwiddie County i Virginia. Det kommunfria området har fått sitt namn efter Robert Dinwiddie som var guvernör i kolonin Virginia. Dinwiddie var platsen för slaget vid Sutherland's Station och slaget vid Dinwiddie Court House i amerikanska inbördeskriget. I Five Forks i närheten utkämpades slaget vid Five Forks.